# 朱杰进
朱杰进（1979年—），安徽池州人，国际关系学者，复旦大学国际关系与公共事务学院副教授。

## 生平
朱杰进1997年考入湖南大学国际经济系国际经济专业，2001年获经济学学士学位。随后，他进入湘潭大学国际政治系国际关系专业学习，2004年获硕士学位，导师为李广一，硕士学位论文题目为《六方视野中的朝核危机》。之后，他在外交学院国际关系研究所国际关系专业攻读博士学位，2007年获博士学位，导师为朱立群，博士论文题目是《规范、理性与国际制度设计》。
博士毕业当年，朱杰进加入上海外国语大学国际关系与外交事务研究院，曾任副教授、国际组织研究中心主任。任教期间，他在2008年至2009年到加拿大多伦多大学G20研究中心访学，2012年9至12月在韩国开发研究院访问并参与G20国际联合科研项目。2014年，他转往复旦大学国际关系与公共事务学院任教，担任副教授。
2020年5月22日，美国商务部宣布将24个危害美国国家安全和外交利益的中国实体列入制裁清单，24个实体中仅有“Zhu Jiejin”一人，其余23个均为公司或组织。《环球时报》等媒体认为名单中的这个人是复旦大学朱杰进。另有媒体认为被列入名单的是上海维逸测控技术有限公司（列入名单的24个实体之一）销售总监朱洁瑾。

## 著作
朱杰进著有《国际制度设计：理论模式与案例分析》。他主编了《金砖国家与全球经济治理》一书
，翻译了加拿大学者彼得·哈吉纳尔（Peter I. Hajnal）的《八国集团体系与二十国集团：演进、角色与文献》（The G8 System and the G20: Evolution, Role and Documentation）。这三部书均由上海人民出版社出版。此外，他在The Pacific Review等期刊上发表了多篇论文，多次为报刊撰写评论文章。